# Le Lardin-Saint-Lazare

Le Lardin-Saint-Lazare este o comună în departamentul Dordogne din sud-vestul Franței. În 2009 avea o populație de 1.900 de locuitori.

## Evoluția populației
| An        | 1975  | 1982  | 1990  | 1999  | 2006  | 2009  |
| --------- | ----- | ----- | ----- | ----- | ----- | ----- |
| Populație | 1.982 | 2.037 | 2.047 | 1.846 | 2.000 | 1.900 |